# Chantesse
Chantesse és un municipi francès situat al departament de la Isèra i a la regió d'Alvèrnia-Roine-Alps. L'any 2007 tenia 293 habitants.

## Demografia

### Població
El 2007 la població de fet de Chantesse era de 293 persones. Hi havia 115 famílies de les quals 27 eren unipersonals (4 homes vivint sols i 23 dones vivint soles), 42 parelles sense fills, 42 parelles amb fills i 4 famílies monoparentals amb fills.
La població ha evolucionat segons el següent gràfic:
Habitants censats

### Habitatges
El 2007 hi havia 128 habitatges, 118 eren l'habitatge principal de la família, 6 eren segones residències i 5 estaven desocupats. 119 eren cases i 9 eren apartaments. Dels 118 habitatges principals, 89 estaven ocupats pels seus propietaris, 25 estaven llogats i ocupats pels llogaters i 4 estaven cedits a títol gratuït; 1 tenia una cambra, 4 en tenien dues, 12 en tenien tres, 31 en tenien quatre i 70 en tenien cinc o més. 95 habitatges disposaven pel capbaix d'una plaça de pàrquing. A 45 habitatges hi havia un automòbil i a 67 n'hi havia dos o més.

### Piràmide de població
La piràmide de població per edats i sexe el 2009 era:
| Homes | Edats   | Dones |
| ----- | ------- | ----- |
| 0     | 95 o +  | 0     |
| 0     | 90 a 94 | 0     |
| 0     | 85 a 89 | 8     |
| 0     | 80 a 84 | 0     |
| 0     | 75 a 79 | 4     |
| 8     | 70 a 74 | 8     |
| 8     | 65 a 69 | 12    |
| 20    | 60 a 64 | 8     |
| 0     | 55 a 59 | 0     |
| 4     | 50 a 54 | 0     |
| 12    | 45 a 49 | 24    |
| 12    | 40 a 44 | 12    |
| 0     | 35 a 39 | 4     |
| 8     | 30 a 34 | 12    |
| 8     | 25 a 29 | 4     |
| 8     | 20 a 24 | 4     |
| 8     | 15 a 19 | 0     |
| 8     | 10 a 14 | 12    |
| 8     | 5 a 9   | 4     |
| 8     | 0 a 4   | 12    |

## Economia
El 2007 la població en edat de treballar era de 194 persones, 147 eren actives i 47 eren inactives. De les 147 persones actives 135 estaven ocupades (72 homes i 63 dones) i 12 estaven aturades (7 homes i 5 dones). De les 47 persones inactives 19 estaven jubilades, 19 estaven estudiant i 9 estaven classificades com a «altres inactius».

### Ingressos
El 2009 a Chantesse hi havia 122 unitats fiscals que integraven 311,5 persones, la mediana anual d'ingressos fiscals per persona era de 18.074 €.

### Activitats econòmiques
Dels 19 establiments que hi havia el 2007, 3 eren d'empreses de fabricació d'altres productes industrials, 3 d'empreses de construcció, 6 d'empreses de comerç i reparació d'automòbils, 1 d'una empresa d'hostatgeria i restauració, 1 d'una empresa financera, 1 d'una empresa immobiliària i 4 d'empreses de serveis.
Dels 4 establiments de servei als particulars que hi havia el 2009, 1 era un guixaire pintor, 1 fusteria, 1 lampisteria i 1 restaurant.
L'any 2000 a Chantesse hi havia 16 explotacions agrícoles que ocupaven un total de 192 hectàrees.

## Equipaments sanitaris i escolars
El 2009 hi havia una escola elemental integrada dins d'un grup escolar amb les comunes properes formant una escola dispersa.

## Poblacions properes
El següent diagrama mostra les poblacions més properes.